# Kaple Panny Marie Bolestné (Sadská)
Kaple Panny Marie Bolestné je barokní sakrální stavba v Sadské. Kaple byla postavena v letech 1775–1779 podle návrhu Kiliána Ignáce Dientzenhofera. Objekt je chráněn jako kulturní památka.

## Historie
Kaple byla postavena v barokním slohu podle plánů Kiliána Ignáce Dientzenhofera mezi lety 1775–1779. Uvnitř se nachází obraz Povýšení sv. Kříže od Václava Kramolína (1733–1799), mladšího bratra Josefa Kramolína. Stavba byla opravena v roce 1959 a 1962 pracovníky družstva umělecké výroby pro obnovu památek Štuko. Původní kapli Bolestné Rodičky Boží nechal v letech 1714–1721 vystavět sadský farář Jan Vilém Schreiter, v místě se nacházely lázně. V květnu roku 2025 začal projekt generální opravy kaple, jehož cílem je statické zajištění stavby, obnova střešní krytiny a rekonstrukce fasád.

## Popis
Kaple se nachází přímo u staré poděbradské silnice (II/611) na západním okraji města Sadské, necelý kilometr severně od Třebestovic v nadmořské výšce 191 m.
Stavba kaple s pozemkem je ve vlastnictví města Sadská a duchovní správu vykonává římskokatolická farnost Nymburk, farním kostelem pro Sadskou býval nedaleký kostel sv. Apolináře, k 1. lednu 2006 byla farnost v Sadské zrušena a začleněna do farnosti nymburské. V Třebestovicích sakrální objekt chybí. V kapli se nekonají pravidelné bohoslužby.